# Орловська область
Орло́вська о́бласть (рос. Орло́вская о́бласть) — суб'єкт Російської Федерації. Входить до складу Центрального федерального округу.
Адміністративний центр — місто Орел
Орловська область розташована в центральній частині Середньоросійської височини на межі степу і лісостепу. Межує з півночі з Тульською і Калузькою областями, із заходу — з Брянською, зі сходу — з Липецькою, з півдня — з Курською областю.
Утворена 27 вересня 1937 р. шляхом виділення з Курської області. Продовжує традицію Орловської губернії, установленої 28 лютого (11 березня) 1778 року за указом Катерини II і скасованою в 1928 р. У 1944 році низку районів Орловської області передали до складу Брянської і Калузької областей, у 1954 році — до Липецької області.

## Обласна влада
Губернатор Орловської області з 2009 — Олександр Петрович Козлов
З 16 лютого 2009 року — виконувач обов'язків губернатора Орловської області. У цей же день, згідно зі статтею 18 Федерального закону від 6 жовтня 1999 року № 184-ФЗ «Про загальні принципи організації законодавчих (представницьких) і виконавчих органів державної влади суб'єктів Російської Федерації», Президент Російської Федерації Д. А. Медведєв вніс на розгляд Орловської обласної Ради народних депутатів кандидатуру О. П. Козлова для наділення його повноваженнями губернатора Орловської області
27 лютого 2009 року відбулося засідання Орловської обласної Ради народних депутатів, на якім було розглянуто питання про наділення О. П. Козлова повноваженнями губернатора Орловської області. За підсумками голосування О. П. Козлов одноголосно затверджений на посаді губернатора Орловської області. По закінченню засідання обласної ради народних депутатів відбулася церемонія вступу О. П. Козлова на посаду губернатора Орловської області.
Губернатором Орловської області з 1993 по 2009 рік був Єгор Строєв.

## Адміністративно-територіальний поділ й місцеве самоврядування

### Територіальна організація місцевого самоврядування
Кількість муніципальних утворень — 267, у тому числі:
- міських округів — 3
- муніципальних районів — 24
- міських поселень — 17
- сільських поселень — 223

Міські округи:
- Муніципальне утворення місто Орел
- Муніципальне утворення місто Лівни
- Муніципальне утворення місто Мценськ

Муніципальні райони:
- Болховський район
- Верховський район
- Глазуновський район
- Дмитровський район
- Должанський район
- Залегощенський район
- Знаменський район
- Колпнянський район
- Корсаковський район
- Краснозоренський район
- Кромський район
- Лівенський район
- Малоархангельський район
- Мценський район
- Новодеревенковський район
- Новосільський район
- Орловський район
- Покровський район
- Свердловський район
- Сосковський район
- Троснянський район
- Урицький район
- Хотинецький район
- Шабликінський район

## Населення
Населення Орловської області — 842,4 тис. осіб (2005). Щільність населения — 34,1 осіб/км² (2005), питома вага міського населення — 64,0 % (2005).
Більшість орловців записані як росіяни (хоча неофіційно дехто з сільського населення, записаного росіянами, вживає самоназву «хохли», «москалі» та інші).
Разом з тим, на другому місці — українці. Цікаво, що нині цифра (менше 2 %) є суттєво применшеною порівняно з першою третиною ХХ століття. Більшість із цього одного відсотка — люди похилого віку, що мешкають у кількох південних районах. Їхні села можна впізнати за типовими неросійськими назвами.
На початку ХХ століття ситуація була інша: існували окремі села, де мешкали тоді ще неасимільовані українці, білоруси, старовіри. Усі три групи не змішувалися між собою і з «великоросами».
Найстрашніша маніпуляція є в тому, що тих, хто що переписі казали: «Ми місцеві, руські» — записували «руськими», переставши запитувати, чи відносить себе людина до малоруського, великоруського чи білоруського народу.
| Народ                                         | Чисельність населення, тис. осіб, 2002 (* [Архівовано 24 січня 2012 у WebCite]) |
| --------------------------------------------- | ------------------------------------------------------------------------------- |
| Росіяни                                       | 820,0                                                                           |
| Українці                                      | 11,2                                                                            |
| Вірмени                                       | 3,5                                                                             |
| Білоруси                                      | 2,4                                                                             |
| Азербайджанці                                 | 2,1                                                                             |
| Чеченці                                       | 1,6                                                                             |
| Татари                                        | 1,4                                                                             |
| показані народи з чисельністю понад 1000 осіб |                                                                                 |

## Відома особа
- Дорофєєв Федір Пантелейович — російський журналіст.